# Luxembourg Air Rescue
Die Luxembourg Air Rescue A.s.b.l. ist ein privater, gemeinnütziger Verein und die Organisation, die die Luftrettung in Luxemburg sicherstellt. Im Notfall kann sie jeden Punkt des Landes innerhalb von 10 Minuten erreichen.

## Aktivitäten

### Luxemburg

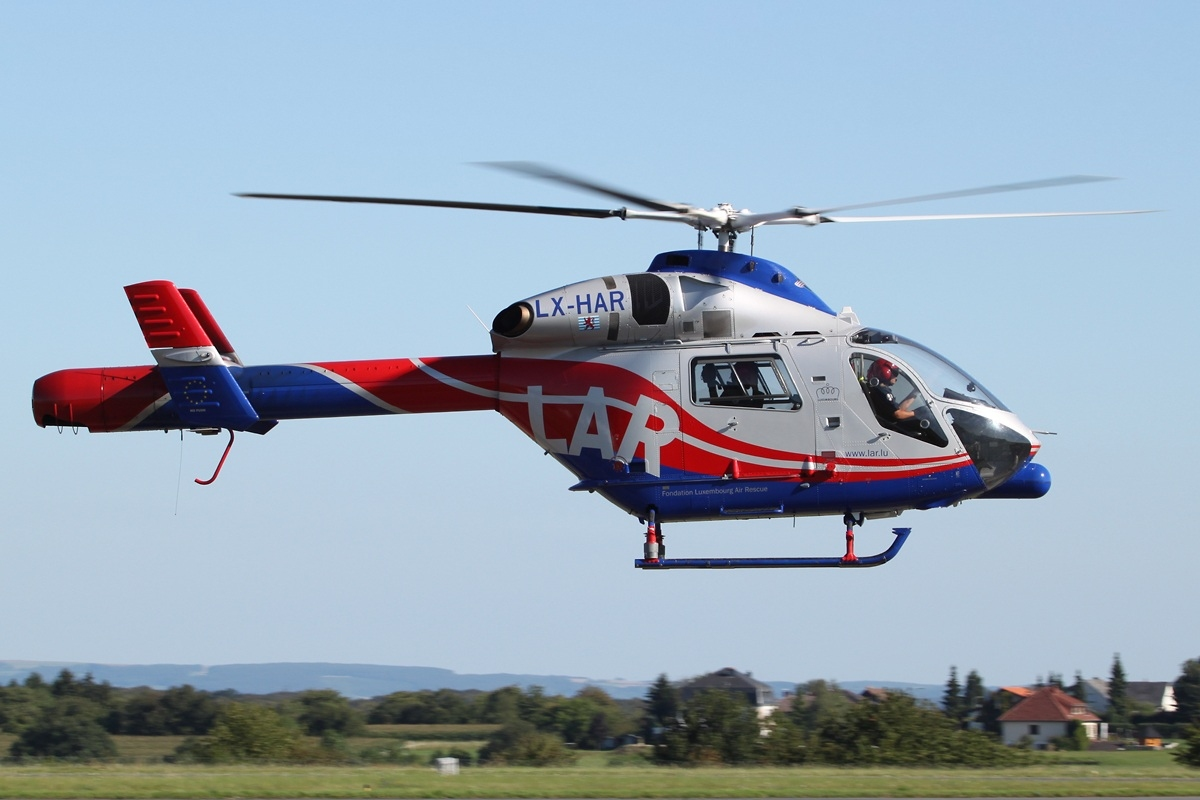
Hubschrauber MD902

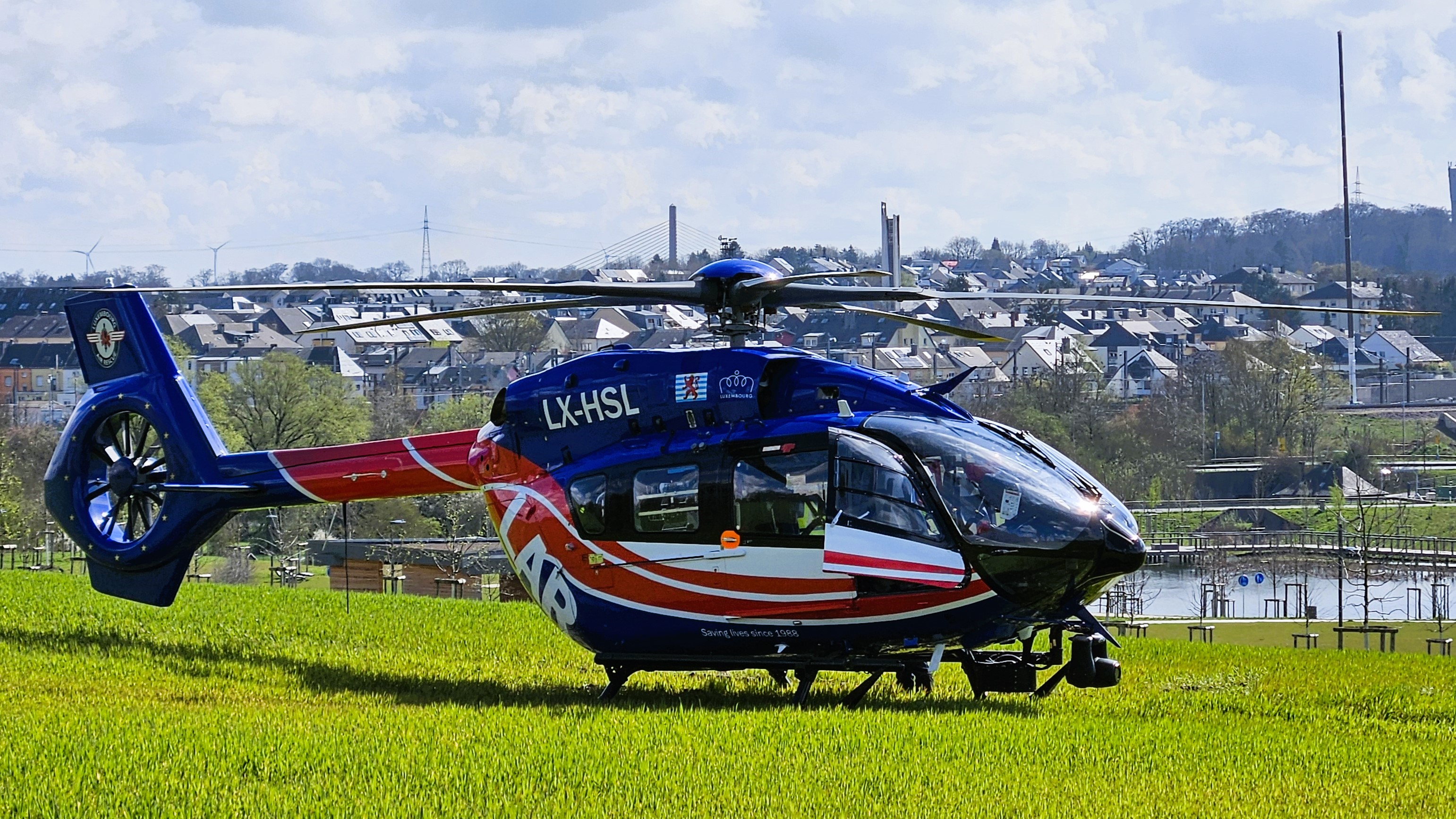
Airbus Helicopters H145 D-3

Die Rettungshubschrauber der Luxembourg Air Rescue, stationiert am Flughafen Findel (Air Rescue 1) und in Ettelbrück (Air Rescue 2), sind für Primär- und Sekundäreinsätze ins nationale Rettungssystem SAMU eingegliedert.
Die Rettungshubschrauber sind in der Regel innerhalb von nicht mehr als zwei Minuten in der Luft und bringen notärztliche Hilfe binnen maximal zehn Minuten an jeden Punkt des Großherzogtums. Somit verfügt der Rettungsdienst in Luxemburg im Rahmen der medizinischen Notfallhilfe über das schnellstmögliche Einsatzmittel.
Ein dritter Rettungshelikopter (Air Rescue 3) ist auch am Flughafen Findel stationiert und in die Rettungsdienste der deutschen Bundesländer Rheinland-Pfalz und Saarland integriert.
Somit stehen jeden Tag drei Rettungs- und Intensivtransporthubschrauber in Luxemburg zur Verfügung, um Primär- und Sekundäreinsätze zu leisten. Insgesamt betreibt die LAR fünf Rettungshubschrauber des Typs MD902 sowie zwei Airbus Helicopters H145.

### Großregion
Jeden Tag steht der Hubschrauber „Air Rescue 3“ in Luxemburg, der Region Trier und dem Saarland zur Verfügung. Alarmiert werden diese für die Region Trier von der Integrierte Leitstelle in Trier. Für das Saarland erfolgt die Alarmierung über die Rettungsleitstelle Saarbrücken-Winterberg.

### Weltweit

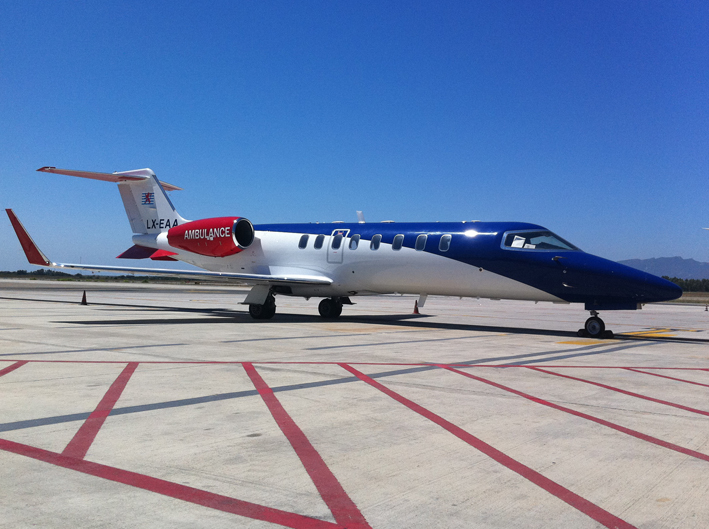
Ambulanzflugzeug LearJet 45 XR der LAR

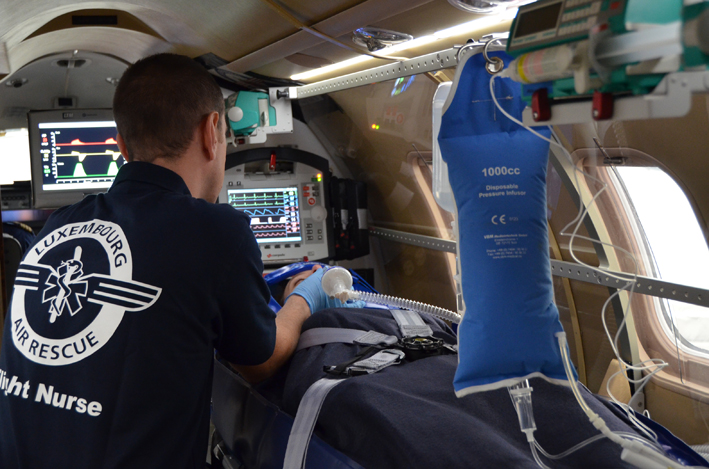
Patientenrücktransport im Ambulanzjet vom Typ LearJet45XR

Am Flughafen Findel befindet sich die Heimatstation der Ambulanzflugzeuge der Air Rescue. Die Flugzeuge sind für Tag- und Nachteinsätze auf Mittel- und Langstrecken geeignet und für den Transport von Intensivpatienten zwischen Kliniken, Auslandsrückholungen von Erkrankten und Unfallverletzten ausgestattet.
Im Rahmen einer Umflottung wurden die Flugzeuge LearJet 35A durch neue Flugzeuge vom Muster LearJet 45XR ersetzt. Zurzeit besteht die Flotte aus drei Ambulanzflugzeugen vom Typ LearJet 45XR sowie eine Challenger 605.

### Organtransporte
Die LAR-Gruppe ist seit 2007 im Organtransport tätig. 2013 hat sie eine europaweite Ausschreibung für sich entschieden. Mit ihrem langjährigen französischen Partner Oyonnair ist sie alleinige Organ-Transportgesellschaft für alle französischen Transplantationszentren (ausgenommen Paris).
Im Dezember 2018 ist der Vertrag bzgl. Organtransporte in Frankreich für einen weiteren Zeitraum von fünf Jahren verlängert worden.

### Humanitäre Einsätze

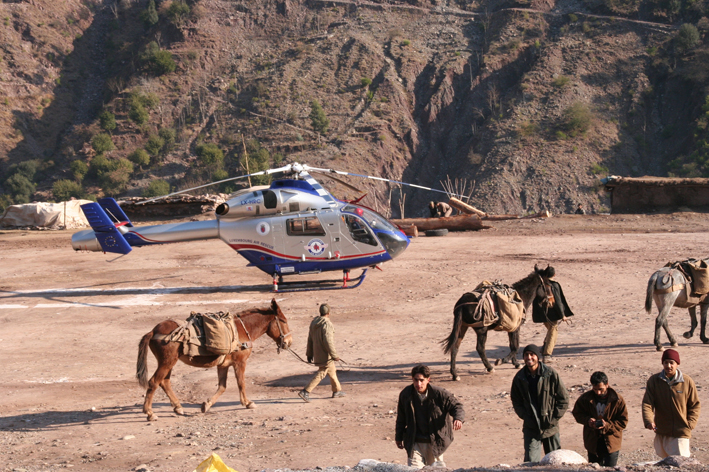
Hilfseinsatz 2005 in Pakistan

Hilfe bei Katastropheneinsätzen in Zusammenarbeit mit der Luxemburger Regierung, der NATO und den Vereinten Nationen Partner von emergency.lu.
Emergency.lu ist eine Vereinbarung zwischen der Luxemburger Regierung und der Arbeitsgemeinschaft bestehend aus HITEC Luxembourg S.A. und SES Astra TechCom S.A. – in Partnerschaft mit Luxembourg Air Ambulance S.A. – über die weltweite Bereitstellung einer Einsatzlösung für Katastrophenhilfe und humanitäre Einsätze. Die Konvention umfasst die Installation und den Betrieb eines globalen Satellitenkommunikationssystems. Die Luxembourg Air Ambulance stellt den reibungslosen Ablauf am Flughafen Findel sowie den schnellen Lufttransport des Satellitenkommunikationssystems sicher.

## Geschichte
Bis zum Jahr 1988 gab es in Luxemburg keine Luftrettung. Wohl hatte der Luxemburger Staat mit verschiedenen Rettungsdiensten im Ausland ein Abkommen, das es im Bedarfsfall ermöglichte, auf einen Rettungshubschrauber zurückzugreifen, jedoch galt das nur für Flüge von einem Krankenhaus in Luxemburg zu einem Krankenhaus im Ausland. Primäreinsätze gab es nicht. Berufsfeuerwehrleute wünschten sich bei Notfalleinsätzen schneller zu sein, um so Menschenleben zu retten. Damit war die Idee einer Luxemburgischen Rettungsflugwacht geboren. Gegen den Widerstand des Innenministers und des Zivilschutzes setzten sich die Feuerwehrleute fortan für die Anschaffung eines Rettungshubschraubers ein und gründeten den Verein „Luxembourg Air Rescue“.
Auf der Suche nach Unterstützung stieß die Gruppe auf Siegfried Steiger aus Deutschland. Der gelernte Architekt hatte 1969 seinen Sohn Björn bei einem Fahrradunfall verloren, weil der Krankenwagen zu spät zur Unfallstelle kam. Steiger sammelte Geld, rief die „Steigerstiftung“ ins Leben und gründete die „Deutsche Rettungsflugwacht“ (DRF Luftrettung). Steiger war bereit, den Luxemburgern zu helfen und vermietete ihnen einen seiner Hubschrauber, eine Bell Long Ranger samt Besatzung. Da sowohl die Verantwortlichen des Flughafens als auch das Transportministerium kein geeignetes Gebäude zur Unterbringung bereitstellten, diente ein ausrangiertes Panzerzelt als Dach für den Helikopter. Als Büro diente ein Wohnwagen. Im März 1989 wurde der Hubschrauber in Betrieb genommen. Die anfallenden Kosten schoss Siegfried Steiger vor, die Schulden wurden später zurückbezahlt.

### Luxembourg Air Rescue

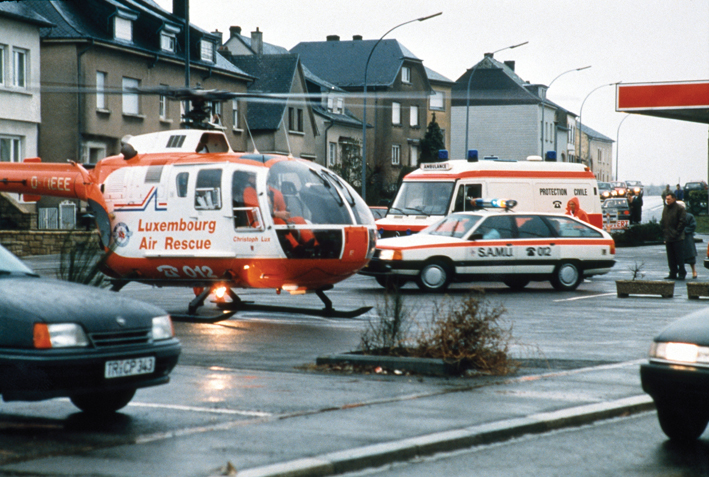
1991 wurde die LAR in das luxemburgische Rettungssystem integriert

Am 15. Juni 1989 wurde der Air Rescue das Statut einer Vereinigung öffentlichen Nutzens zuerkannt. Aber Primäreinsätze durften trotzdem noch immer nicht geflogen werden. So startete der Zivilschutz eine Unterschriftenaktion, um zu verhindern, dass die Air Rescue ins Notarztsystem integriert würde.
Im November 1991 wurde die Air Rescue nach langen Verhandlungen mit dem Staat ins SAMU-System integriert. Die SAMU-Ärzte bestanden aus Sicherheitsgründen auf einen zweiturbinigen Helikopter, den die Air Rescue dann auch bei der DRF anmietete. Damit verdreifachten sich die Kosten. 1995 mietete die Air Rescue einen zusätzlichen Hubschrauber, ab 1996 wurde in der Klinik St. Louis in Ettelbrück eine zweite Basis eröffnet. Luxemburg gehörte nun zu den Ländern, das mit am besten und am flächendeckendsten mit Hubschraubern versorgt war.
1995 hatte der damalige Erbgroßherzog Henri die Schirmherrschaft übernommen, der Verein bekam immer mehr Mitglieder und auch vermehrt Spenden. Doch aufgrund der neuen internationalen JAR-OPS-Bestimmungen musste die Air Rescue zwei moderne Hubschrauber der Kategorie A in Betrieb nehmen. Diese sollten gewährleisten, dass ein Hubschrauber mit Motorschaden nicht nur mit dem verbleibenden, intakten Motor sicher landen kann, sondern auch noch fähig ist, weiterzufliegen. Die Air Rescue leaste zwei hochmoderne Hubschrauber der Marke McDonnell Douglas, den MD900 Explorer. Die Luxembourg Air Rescue war der erste Betreiber in ganz Europa, welcher diesen Hubschrauber einsetzte. Die medizinische Innenausstattung der beiden Fluggeräte ist die gleiche wie die im SAMU-Wagen und somit austauschbar.
Um ihre Mitglieder noch besser betreuen zu können, beschloss die Air Rescue 1998, ein eigenes Ambulanzflugzeug zu leasen. Von nun an konnten Verunglückte auch aus dem fernen Ausland zurückgeholt werden. Die Maschine, eine Mitsubishi MU-2 ist für den Transport von Intensivpatienten ausgestattet. Die Air Rescue flog viele Auslandseinsätze und erweiterte deshalb ihre Flotte im Jahr 2000 um einen LearJet 35A. Hiermit konnten nun weltweite Repatriierungsflüge in Eigenregie und mit eigenem Personal unter optimalen Bedingungen durchgeführt werden.

### ISO-Zertifikat

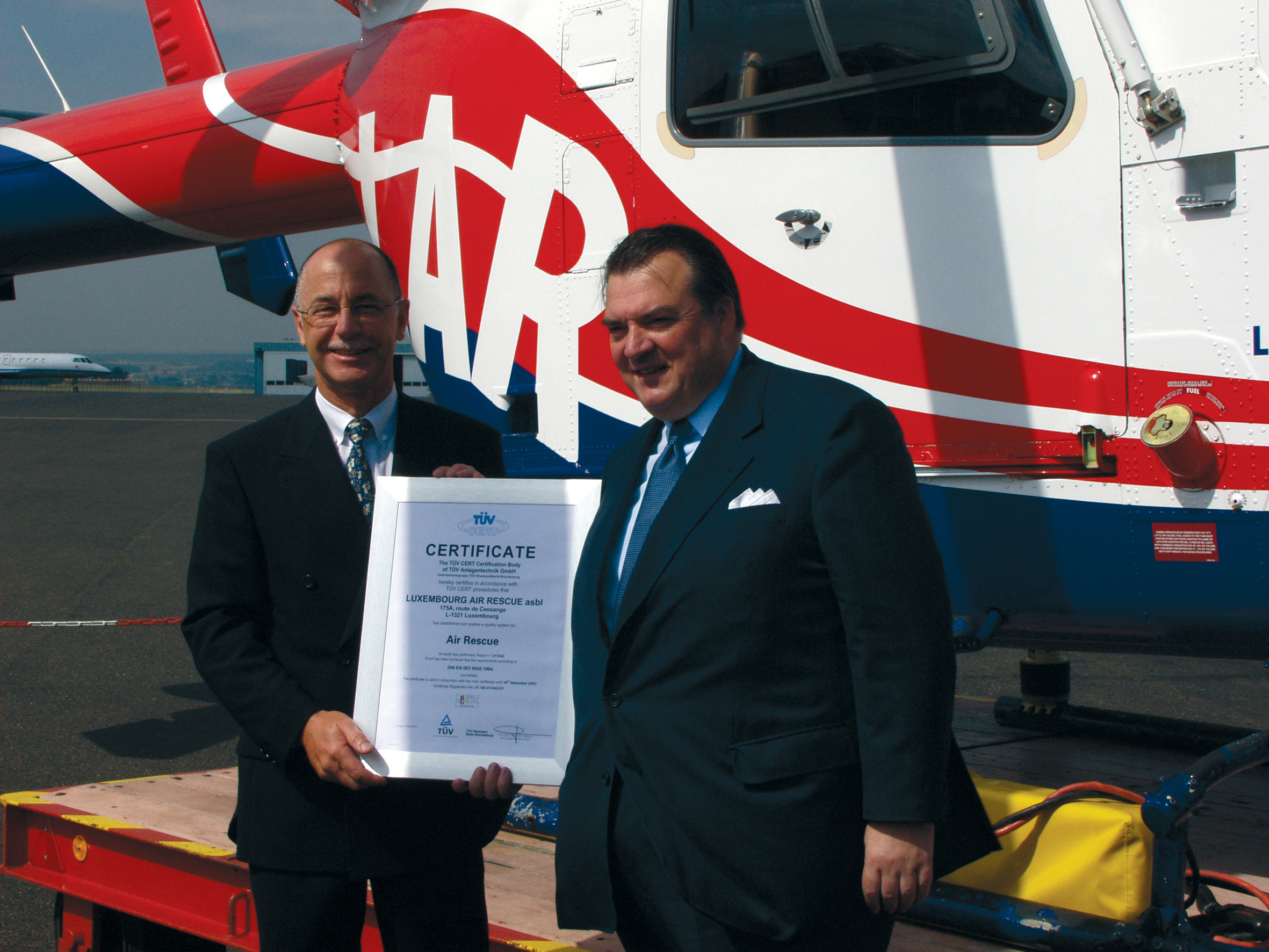
ISO-Zertifikat

Im Juli 2002 wurde die Air Rescue als erste Rettungsflugwacht weltweit mit dem höchsten Qualitätslabel, dem ISO-9001-Zertifikat, ausgezeichnet. Sie bürgt somit für stets kontrollierte und daher optimale Sicherheit und Qualität im Interesse des Patienten.

### Entwicklung des Einsatzspektrums
- In den ersten Jahren nach der Gründung der Air Rescue wurden vor allem viele Krankentransporte von Frühgeborenen im eigens angeschafften Brutkasten, dem Inkubator, durchgeführt.
- Auch viele schwer Verbrannte wurden ins Ausland geflogen, da Luxemburg keine Spezialklinik für Verbrennungspatienten hat.
- Seit 1991 ist die Air Rescue auch in das SAMU System eingebunden und fliegt sogenannte Primärmissionen. Das heißt, sie bringt den Notarzt direkt zum Einsatzort.
- Die Air Rescue leistet für Luxemburg den „Search and Rescue“-Dienst, d. h., sie spürt vermisste Personen auf oder rettet diese aus misslichen Situationen. Deshalb sind die Piloten auch mit Nachtsichtgeräten ausgestattet, was sonst nur dem Militär vorbehalten ist.
- Ebenfalls zur Aufgabe der Air Rescue gehört die Zusammenarbeit mit der Großherzoglichen Polizei. Diese Leistungen werden integral vom Staat übernommen.
- Des Weiteren ist die Air Rescue akkreditierter Partner der Vereinten Nationen und beteiligt sich an internationalen humanitären Einsätzen. So gab es z. B. Einsätze in von Erdbeben zerstörten Gebieten im Iran und in Marokko. Die bislang längste Mission war nach einem Erdbeben im Oktober 2005 in Pakistan. Nach der Tsunamikatastrophe 2004 war die Air Rescue ebenfalls mit einem Flugzeug im Einsatz, um den Menschen dort zu helfen.
- Die Air Rescue hat ein neues Aufgabengebiet im Oktober 2007 übernommen, indem sie Organtransporte für das Universitätsklinikum von Straßburg durchführt und seit Juli 2008 auch für ganz Frankreich.
- Im Jahr 2010 wurde in Zusammenarbeit mit der Luxemburger Feuerwehr und dem Innenministerium die Anschaffung eines Löschwasserbehälters beschlossen. Die Air Rescue kann nun bei unzugänglichen Bränden und bei Wald- und Flächenbränden die Feuerwehr aus der Luft unterstützen.

### Die Air Rescue heute
Die Air Rescue operiert heute mit fünf Hubschrauber des Typs McDonnell Douglas MD902, zwei Hubschraubern vom Typ Airbus Helicopters H145 D-3 und sechs LearJet 45 XR und gehört somit zu einem der führenden Luftrettungsunternehmen in Europa. Rund um die Uhr an 365 Tagen sind die Spezialisten der Air Rescue im Einsatz, um Menschenleben zu retten.
Aus der Idee und der Vision von einigen engagierten Feuerwehrleuten ist, dank der Unterstützung der luxemburgischen Bevölkerung, eine moderne und hochprofessionelle Organisation entstanden, die nach den höchsten Sicherheits- und Qualitätsstandards agiert.
Im Juni 2023 erhielt die Luxembourg Air Rescue ihren ersten Airbus Helicopters H145 D-3, Registrierung LX-HSL. Die Maschine gehörte zuvor zur Flotte der DRF Luftrettung (D-HDSM). Die Maschine wird am Standort des Air Rescue 1 eingesetzt. Eine weitere Maschine LX-HLP (D-HDSO) folgte im Herbst 2023, diese stammt ebenfalls von der DRF Luftrettung.

## Stützpunkte
Auf den Stützpunkten werden Hubschrauber der Typen MD902, sowie Airbus Helicopters H145 D-3 betrieben.
| Rufname      | Ort        | Stationierungsort           | Lage               | Internet   | Bemerkung |
| ------------ | ---------- | --------------------------- | ------------------ | ---------- | --- |
| Air Rescue 1 | Findel     | Flughafen Findel            | 49.624949 6.198952 | Datenblatt | |
| Air Rescue 2 | Ettelbrück | LAR-Einsatzbasis Ettelbrück | 49.85433 6.094489  | Datenblatt | |
| Air Rescue 3 | Findel     | Flughafen Findel            | 49.624949 6.198952 | Datenblatt | Einsätze in Luxemburg, Belgien, Deutschland (Rheinland-Pfalz für die Region Trier sowie Saarland) und Frankreich. |